# San Francisco, Ángel Albino Corzo
San Francisco är en ort i Mexiko.   Den ligger i kommunen Ángel Albino Corzo och delstaten Chiapas, i den sydöstra delen av landet, 800 km sydost om huvudstaden Mexico City. San Francisco ligger 649 meter över havet och antalet invånare är 265.
Terrängen runt San Francisco är varierad. Runt San Francisco är det ganska glesbefolkat, med 28 invånare per kvadratkilometer. Närmaste större samhälle är Angel Albino Corzo, 3,3 km nordväst om San Francisco. I omgivningarna runt San Francisco växer i huvudsak städsegrön lövskog.